# Coupe d'Europe des épreuves combinées 2013
Navigation
CE des épreuves combinées 2011
La 30e édition de la Coupe d'Europe des épreuves combinées se déroule les 29 et 30 juin 2013. La Super Ligue a lieu à Tallinn en Estonie, tandis que les épreuves de première et deuxième Ligue ont lieu respectivement à Nottwil en Suisse, et à Ribeira Brava au Portugal.
Pour la première fois, le classement final est établi en cumulant les scores des trois meilleurs hommes et des trois meilleures femmes de chaque pays.

## Super-Ligue

### Faits marquants
La victoire revient à la France avec 41 421 points devant la Russie (41 032 points) et l'Estonie 41 027 points.
En individuel, le Français Kevin Mayer a remporté le décathlon avec 8 390 points, devant le Biélorusse Eduard Mikhan et l'Estonien Mikk Pahapill. Chez les femmes, la Polonaise Karolina Tyminska remporte l'heptathlon devant l'Ukrainienne Hanna Melnychenko et l'Estonienne Grit Šadeiko.

### Résultats

#### Individuels
| Rang | Pays        | Athlète            | Performance |
| ---- | ----------- | ------------------ | ----------- |
| 1    | France      | Kevin Mayer        | 8 390 pts   |
| 2    | Biélorussie | Eduard Mikhan      | 8 125 pts   |
| 3    | Estonie     | Mikk Pahapill      | 8 099 pts   |
| 4    | Russie      | Artem Lukyanenko   | 8 067 pts   |
| 5    | France      | Florian Geffrouais | 7 990 pts   |
| 6    | Estonie     | Andres Raja        | 7 909 pts   |
| 7    | France      | Jérémy Lelièvre    | 7 880 pts   |
| 8    | Russie      | Evgeny Sarantsev   | 7 672 pts   |

| Rang | Pays        | Athlète                | Performance |
| ---- | ----------- | ---------------------- | ----------- |
| 1    | Pologne     | Karolina Tymińska      | 6 347 pts   |
| 2    | Ukraine     | Hanna Melnychenko      | 6 260 pts   |
| 3    | Estonie     | Grit Šadeiko           | 6 221 pts   |
| 4    | France      | Antoinette Nana Djimou | 6 104 pts   |
| 5    | Biélorussie | Yana Maksimava         | 6 027 pts   |
| 6    | Estonie     | Mari Klaup             | 6 002 pts   |
| 7    | Russie      | Aleksandra Butvina     | 5 979 pts   |
| 8    | Ukraine     | Anastasiya Mokhnyuk    | 5 941 pts   |

### Par équipes
| Rang | Pays        | Hommes | Femmes | Performance |
| ---- | ----------- | --- | --- | ----------- |
| 1    | France      | Kevin Mayer (8 390 pts) Florian Geffrouais (7 990 pts) Jérémy Lelièvre (7 880 pts) Rudy Bourguignon (6 726 pts)    | Antoinette Nana Djimou (6 104 pts) Rokhaya Mbaye (5 627 pts) Merryl Mbeng (5 430 pts) Marisa De Aniceto (DNF)              | 41 421 pts  |
| 2    | Russie      | Artem Lukyanenko (8 067 pts) Evgeny Sarantsev (7 672 pts) Ivan Grigorev (7 602 pts) Mikhail Logvinenko (6 771 pts) | Aleksandra Butvina (5 979 pts) Uliana Aleksandrova (5 916 pts) Elena Molodchinina (5 796 pts) Yana Panteleyeva (5 672 pts) | 41 032 pts  |
| 3    | Estonie     | Mikk Pahapill (8 099 pts) Andres Raja (7 909 pts) Kaarel Jõeväli (7 658 pts) Hendrik Lepik (6 659 pts)             | Grit Šadeiko (6 221 pts) Mari Klaup (6 002 pts) Terje Kaunissaar (5 138 pts) Karol Rahuoja (4 989 pts)                     | 41 027 pts  |
| 4    | Biélorussie | | | 40 175 pts  |
| 5    | Pologne     | | | 38 763 pts  |
| 6    | Royaume-Uni | | | 38 653 pts  |
| 7    | Ukraine     | | | 37 850 pts  |
| 8    | Italie      | | | 37 617 pts  |

## Première Ligue
Par équipes, les Pays-Bas s'imposent avec 40 749 points, devant la Suisse (38 767 points). Ces deux nations sont promues en Super Ligue pour l'édition 2014.
Les meilleures performances individuelles ont été réalisées chez les hommes par le Néerlandais Eelco Sintnicolaas avec 8 322 points, et chez les femmes par la Néerlandaise Nadine Broersen avec 6 238 points.

## Deuxième Ligue
Par équipes, la Norvège s'impose avec 37 928 points, devant le Portugal (36 250 points). Ces deux nations sont promues en première Ligue pour l'édition 2014.
Les meilleures performances individuelles ont été réalisées chez les hommes par le Norvégien Lars Vikan Rise avec 7 621 points, et chez les femmes par la Croate Lucija Cvitanović avec 5 547 points.